# Petrichus fuliginosus
Petrichus fuliginosus là một loài nhện trong họ Philodromidae.
Loài này thuộc chi Petrichus. Petrichus fuliginosus được Hercule Nicolet miêu tả năm 1849.